# Quelli della notte n° 2: meglio dal vivo che dal morto
Quelli della notte nº 2: meglio dal vivo che dal morto è il sesto album dello showman italiano Renzo Arbore, il secondo e ultimo realizzato con la New Pathetic "Elastic" Orchestra, pubblicato il 12 novembre 1985 da Fonit Cetra e registrato durante l'omonima trasmissione.

## Il disco
Dopo il grande successo della trasmissione e del conseguente album, Renzo Arbore e la Rai optarono per un secondo lavoro: a "generale richiesta", come specifica Arbore nel retro della copertina del vinile, e, sempre secondo Arbore, Massimo Catalano, con i suoi strampalati aforismi, commentò: "meglio dal vivo che dal morto!".
Rispetto al lavoro precedente, il disco è stato realmente registrato dal vivo (stavolta con supporto del pubblico) e "in vari modi diversi, usando di tutto, spesso anche cose inutili". Tuttavia rimangono gli arrangiamenti e gli assoli dei musicisti.
Le canzoni sono tutte del periodo 1950-1960, tranne Eat la pizza pie cantata da Andy Luotto, un "inedito" in un'improbabile lingua anglo-italiana sulla base musicale del gioca jouer di Claudio Cecchetto, e le due sigle riprese anche qui: Ma la notte no e Il materasso. Da segnalare inoltre Maria Marì in versione accelerata.

### La copertina
La copertina è uguale a quella dell'album precedente, solo che invece del blu notte c'è un rosso sgargiante. Le stelle, la luna con chitarra e le scritte rimangono chiare.

## Tracce[6]
Lato A
1. Hey ba ba re bop - (Hampton-Hammer)
2. Cha cha cha della segretaria - (Dominguez-Pepe Luis)
3. E quatte ciucce - (Lou Monte)
4. Eat la pizza pie - (Luotto-Verde) - "inedito"
5. Non partir - (D'Anzi-Bracchi)
6. Ma che freddo fa - (Mattone-Migliacci)

Lato B
1. Maria Marì - (Di Capua-Russo)
2. Caravan Petrol - (Carosone-Nisa)
3. Canzone da due soldi - (Donida-Labati-Perotti)
4. Bongo Bongo - (Sigman-Hillard-Devilli)
5. Ma la notte no - (Mattone-Arbore-Mattone)
6. Il materasso - (Mattone-Arbore-Mattone)

## Musicisti e tecnici[7]
- Clarinetto e voce – Renzo Arbore
- Arrangiamenti e voce – Stefano Palatresi
- Basso e chitarra – Mauro Dolci
- Percussioni e batteria – Claudio Rizzo
- Basso e voce – Mauro Chiari
- Chitarra acustica – Enzo Il Grande
- Chitarra elettrica – Gilberto Ziglioli
- Percussioni e batteria – Alberto Botta
- Percussioni e voce – Gegè Telesforo
- Pianoforte, direzione e voce – Gianni Mazza
- Tastiera, percussioni e voce - Antonio e Marcello
- Tromba e voce – Massimo Catalano
- Sax, Flauto – Sal Genovese
- Voce e cori - Silvia Annicchiarico